# Capilla de los Delgado Chalbaud
La Capilla de los Delgado Chalbaud fue una propuesta de mausoleo y capilla para el Coronel Carlos Delgado-Chalbaud y el padre de éste Román Delgado Chalbaud. Luego del asesinato de Carlos Delgado quien ejercía el cargo de Presidente de la Junta Militar de Gobierno que cesó de sus funciones al presidente Rómulo Gallegos el 24 de noviembre de 1948 el proyecto fue auspiciado por Lucie de Delgado-Chalbaud, esposa del presidente.
Según registros de la Universidad Politécnica de Valencia, España, Lucie Delgado-Chalbaud en carta escrita el 10 de marzo de 1951 consulta a Le Corbusier, para diseñar una capilla mortuoria con dos tumbas para su marido y suegro especificando que el proyecto debe ser “sobrio y austero”. El 4 de abril Le Corbusier contesta que podría afrontar el proyecto si ella acepta que Jean-Claude Mazet, arquitecto francés, egresado de la Universidad de Harvard, se encargara de delinear la tumba de los Delgado–Chalbaud.
En una segunda carta, fechada el 28 de abril del citado año, la sra. Lucie acepta las condiciones, acompañada de una fotografía sobre el terreno, especificando las dimensiones del proyecto las cuales eran de 20 x 20 metros, al tiempo que detallaba que en su superficie no debería ser ocupada en su totalidad por la construcción de la capilla. Así pues, para el 26 de julio de 1951, el anteproyecto se encontraba listo para ser remitido a Caracas, siendo probablemente dicha fecha el último día en que Le Corbusier le dedicó a la capilla venezolana, por cuanto en paralelo se encontraba dedicado a otros proyectos, en Ronchamp y Chandigarh. Al final, Le Corbusier, le hace saber a Lucie que se ha involucrado personalmente bastante en el proceso, aportándole “un cuidado extremo” arrastrado por el entusiasmo que le causó el proyecto, afirmando “haber alcanzado una expresión arquitectural de notable dignidad”.
El monumento funerario proyectado a erigirse en Cementerio General del Sur de la ciudad capital venezolana, Caracas,  no llegó a concretarse debido a que el gobierno venezolano quien era el responsable de financiar el proyecto, se inclinó por la propuesta del arquitecto Luis Malaussena. 
Este proyecto comenzaría a construirse en 1951 y para el momento de su eventual finalización, se convertiría en la única obra del célebre arquitecto franco-suizo Le Corbusier en Venezuela.

## Denominación del proyecto
Así como el proyecto no llegó a concretar su construcción, el nombre de este tampoco llegó a estar del todo claro, teniendo por  designaciones como “Chapelle mortuaire” (del francés: Capilla mortuoria), tal como Lucie de Delgado–Chalbaud definió el encargo; “Chapelle Funéraire” (Capilla fúnebre), como aparece en los documentos del taller del arquitecto; “Pyramide”, como la llama Le Corbusier en su memoria; o “Chapelle commémorative pour les généraux Delgado et Chalbaud” (Capilla conmemorativa de los generales Delgado y Chalbaud), tal como lo publica la Fundación Le Corbusier.

## Diseño arquitectónico

### El Recinto y el Muro
Le Corbusier expresa que la primera fuente a la que acudir para entender esta capilla es dentro de su propio recinto o territorio. El arquitecto define este perímetro como una “clôture ajourée” (cerca calada) que evoca más la presencia de un cerramiento ligero y transparente, que la del recinto amurallado que es, pese a
presentar discontinuidades en algunos de los linderos.
El muro se convierte bajo estas condiciones en una primera operación arquitectónica, en la ocupación humana del entorno natural, en la materialización del encuentro entre el dentro y el afuera. Con ello, el arquitecto delimita un espacio, proyectado al cielo, en cuyo centro, según unos trazados reguladores levanta un volumen piramidal, que con el tiempo se convertirá en un paisaje atiborrado de tumbas y mausoleos de las más variadas formas y tamaños, aísla al visitante del mundo terrenal, para introducirle en un espacio que se abre hacia arriba. Los bancos están dispuestos para que la pirámide siempre esté en primer término. Tras ella, el árbol, y tras él, el muro obliga a elevar la mirada hacia las montañas cercanas y al firmamento en último término. 
En el lado opuesto, el muro de poniente es el inverso, pues perfora la esquina próxima a la calle —abriendo la perspectiva sobre la vía principal— y el resto es un muro ciego, al igual que todo el lindero norte, evitando el futuro vecindario caótico de tumbas. De este modo, la diagonal que marca la dirección de la pirámide, queda reforzada por el fondo ciego que forman las caras norte y oeste, frente a las perforadas del sur y el este. El enlosado en piedra natural define este espacio con líneas continuas norte-sur y líneas parciales este-oeste

### La Pirámide
El proyecto de la capilla presenta como base un triángulo escaleno, generador de un tetraedro irregular, sin ningún eje de simetría. Esta figura irregular es, sin embargo, el resultado de unas trazas geométricas sobre el cuadrado perfecto de la parcela “que conducirán a una sensación rara y hará reinar la armonía”. La respuesta sobria y austera del interior rememora lo primitivo de la capilla paleocristiana de María in Cosmedin, la decoración se limita solo al uso de mosaicos.  La capilla tiene seis huecos, dos con altura de una
puerta —uno de éstos solo es una ranura para iluminar el acceso a la capilla—, y cuatro a distintas alturas que
dejan pasar la luz controladamente al interior. Le Corbusier quería una iluminación precisa para marcar la
presencia sutil de los elementos de la capilla: la entrada, las tumbas y el altar, manteniendo un ambiente en
penumbra que invite a la reflexión y al recogimiento. El vano ubicado en la cara noreste contendría el vitral suministrado por la sra. Lucie.

### El Árbol
Le Corbusier había dispuesto un árbol dentro del recinto, representando la única presencia vegetal del proyecto —suprimiendo
cualquier opción de otras plantas o flores—, el cual según él “daría al conjunto una presencia viva y amigable”, pero
dejando la elección de la especie a los promotores. La sra. Lucie expresaba su preferencia por el flamboyán (Delonix regia) motivado a su llamativa floración naranja rojizo, aunque reconocía desconocer cuál sería el árbol propicio, tanto por su longevidad como por la leyenda asociada al mismo. Por esa razón, en carta del 15 de agosto de 1951, Lucie comenta a Le Corbusier que arquitecto venezolano Carlos Raúl Villanueva le llevará a Francia en los próximos meses un libro sobre árboles endógenos de Venezuela.